# Банья (монастырь)
Монастырь Банья (серб. Манастир Бања) — монастырь Сербской православной церкви в Сербии, находится в одноимённом селе близ города Прибой. Относится к Милешевской епархии. Монастырь является памятником культуры Сербии большого значения. Предположительно, монастырь Банья был основан в XII веке, тогда его игумен упоминался в «Студенички типике». С 1220 года монастырь был центром Дабарской епископии, в связи с чем именовался «Святой Николай Дабарский», а позднее стал центром Дабро-Боснийской митрополии, которую основал Святой Савва. Во второй половине XIV века монастырь был усыпальницей представителей династии Войновичей. В результате турецких завоевательных походов монастырь сильно пострадал, но в 1570 году его церковь была обновлена. Последний раз реконструкционные работы в монастыре проводились в 1905 году.
Главный монастырский храм посвящён Святому Николаю. Он имеет основу в виде креста с полукруглой апсидой и двумя полукруглыми нишами на востоке и крыльцо с большой открытой верандой на западе. Конструкция храма состоит из двух куполов над центральным нефом и притвором.
Фрески в церкви состоят из двух слоёв: оригинального, созданного в первой половине XIV века и позднего, датируемого концом XVI века, который является работой печских мастеров. Остатки старых фресок можно увидеть в нефе и алтаре вместе с фресками конца XVI века, в то время как в притворе более ранние фрески не сохранились.